# Beatus Murner

Beatus Murner: Schiffart von dissem ellenden iamertal, Erste Seite der Ausgabe von 1512

Beatus Murner, auch: Batt Murner (* 1492 in Straßburg; † zwischen 1513 und 1526) war ein deutscher Buchdrucker. Er betrieb die erste Buchdruckerei in Frankfurt am Main.
Murner wurde als Sohn des Advokaten Mathäus Murner, der ursprünglich aus Oberehnheim stammte und der Ursula Studelerin aus Schlettstadt  geboren. Um 1511 wanderte er mit Lettern und Druckwerkzeug von Straßburg kommend nach Frankfurt am Main zu und richtete im Barfüßerkloster eine Druckwerkstatt ein. Frankfurt wurde damit vergleichsweise spät zum Druckort. Murners Drucke können bis 1512 nachgewiesen werden. Er druckte fast ausschließlich Werke seines Bruders Thomas Murner, der im Kloster von 1511 bis 1513 Lesemeister war.
Er selbst verfasste das Gedicht Schiffart von dissem ellenden iamertal Uff erden gasstu manchen weg, Ouch fill der unbekanten steg, das las' dir truwlich geraten syn, das du folgst dem lieben engel dyn, das er – wie die Schriften seines Bruders – druckte, mit Holzschnitten versah und zum Teil eigenhändig illustrierte. Es wird davon ausgegangen, dass sein Bruder von ihm das Druckhandwerk erlernte, da Thomas Murner 1524 im Franziskanerkloster von Straßburg und 1526 im Barfüsserkloster von Luzern eine Buchdruckerei einrichtete, um publizistisch gegen die Reformation ankämpfen zu können. Aus Beatus Murners Presse sind bisher 9 Drucke bekannt geworden. Seine eigene und acht Schriften seines Bruders.

## Editionen

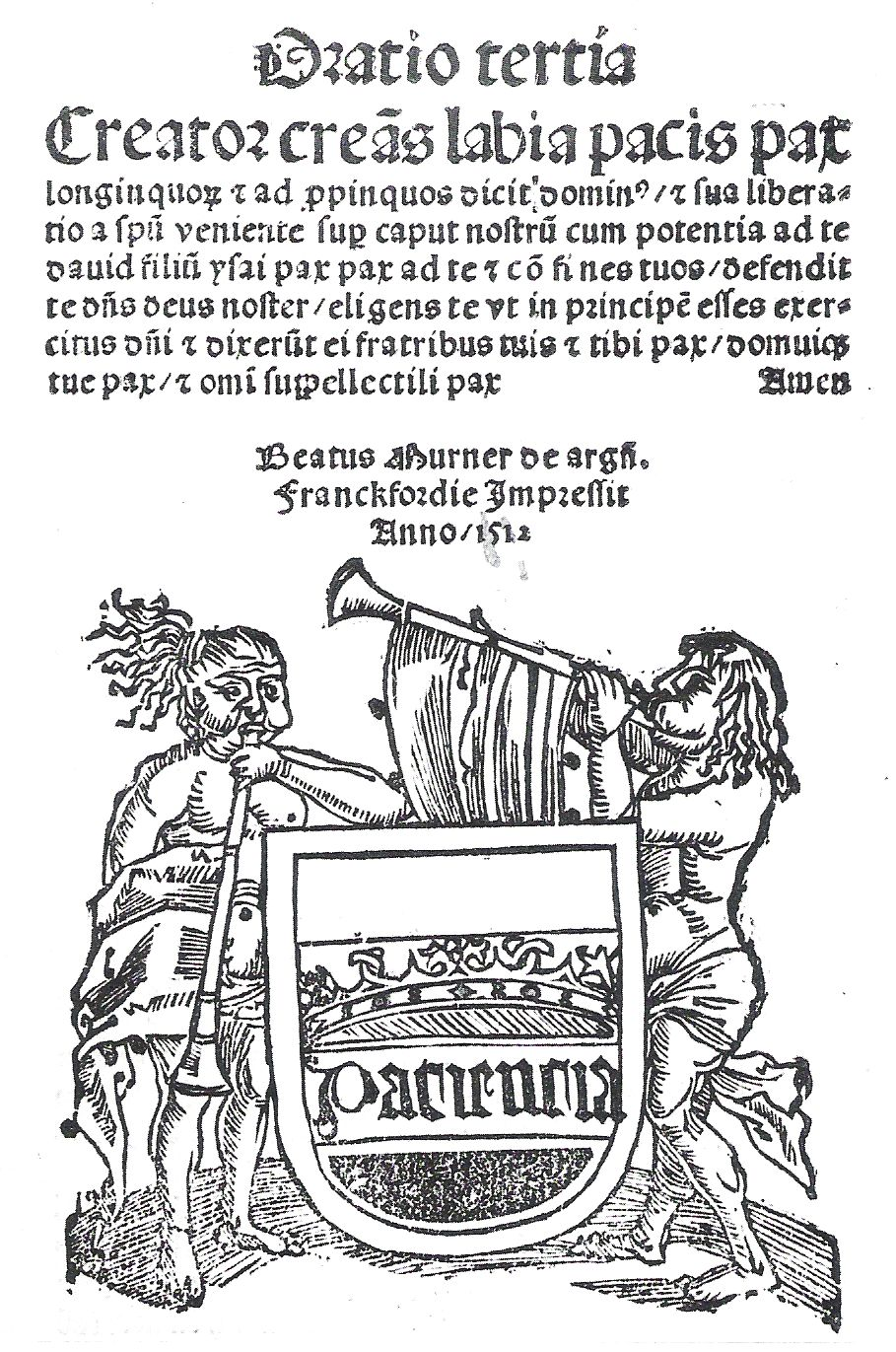
Thomas Murner: Benedicite iudeorum mit Impressum von Beatus Murner (1512)

Acht gedruckte Schriften seines Bruders Thomas Murner sind bekannt:
- Ludus studentum Friburgensium, 1511, zugleich der älteste bekannte Frankfurter Druck Digitalisat
- Arma patientie, 1511 Digitalisat
- Ritus et celebratio phase iudeorum, 1512 Digitalisat
- Benedicite iudeorum, 1512 Digitalisat
- Der iuden benedicite, 1512 Digitalisat
- Der schelmen zunfft, 1512